# III. Lipót anhalt–dessaui herceg
III. Lipót Frigyes Ferenc anhalt–dessaui herceg (Leopold III. Friedrich Franz, Fürst und Herzog von Anhalt-Dessau) (Dessau, 1740. augusztus 10. – Dessau, 1817. augusztus 9.) 1751-től Anhalt–Dessau hercege.

## Élete
Lipót a legidősebb fiú volt II. Lipót anhalt–dessaui herceg (1700–1751) és Gizella Ágnes anhalt–kötheni hercegnő (1722–1751) gyermekei közül. 1751-ben árvaságra jutva, nagybátyja, Dietrich anhalt–dessaui herceg nevelte. Apja és nagyapja nyomdokán haladva először a porosz hadseregben szolgált. A kolíni csata hatására 1757-ben kilépett a hadseregből és kinyilvánította Anhalt–Dessau semlegességét. A poroszok által követelt jóvátételt magánvagyonából fizette ki.
1767-ben feleségül vette unokatestvérét, Lujza brandenburg–schwedti hercegnőt (1750–1811). 1782-ben megpróbált szövetséget létrehozni a porosz hegemónia ellenében. 1806-ban Napóleon császár megpróbálta a saját hasznára fordítani a herceg tekintélyét és meghívta Párizsba. Lipót az utolsók között volt a német hercegek közül, aki belépett a Rajnai Szövetségbe. Másrészt viszont 1809-ben díszes fogadást rendezett Dessauban, annak a Ferdinand von Schillnek, akire Jérôme Bonaparte 10 000 frankos díjat tűzött ki.
Lipót herceg 1817-ben halt meg egy lovasbaleset következtében. Utódja unokája, IV. Lipót lett.

## Tevékenysége
Barátjával, Friedrich Wilhelm von Erdmannsdorffal együtt, akit 1756-ban ismert meg, több tanulmányutat tett Itáliában, Franciaországban, Svájcban, Hollandiában, ahol átfogó kultúrtörténeti és gazdasági tanulmányokat folytatott.
Hazatérve elkezdte országában a gyakorlatba is átültetni az utazás során szerzett ismereteket és számos reformot vezetett be az oktatás, egészségügy, szociális helyzet, útépítés, mező- és erdőgazdaság és ipar területén. Nemcsak egyik legmodernebb német kisállammá tette Anhalt–Dessaut, hanem lényegesen megnövelte gazdasági teljesítményét. Számtalan építkezésével klasszicista stílusban alakította át dessaui székhelyét és környezetét. A mezőgazdaság intenzívvé tétele és az új ismeretek szerinti kertépítészet, a mezőgazdasági és műszaki mintagazdaságok létesítése, a számtalan gyümölcsfa-telepítés mind része volt a hatalmas tájformálási munkának, amely 200 km²-re terjedt ki. Ezáltal alakult ki a 18. században az úgynevezett dessau–wörlitzi kertbirodalom, a hozzátartozó parkokkal és kastélyokkal.
A parkok az első angol stílusú tájépítészeti létesítmények voltak Anglián kívül. Nem az udvartartás szórakozását szolgálták, hanem a szépség és hasznosság összekapcsolását, a látogatók örömét, jobbítását és oktatását szolgálták. Ennek megfelelően a parkokban mindenki szabadon járhatott.
III. Lipót a felvilágosodás híve volt, különösen a népnevelés eszméit illetően, amelyet a természet és tudomány tanulmányozása által kívánt megvalósítani. A toleranciapolitikájára jellemző, hogy az ő korában jelent meg Dessauban az első német nyelvű zsidó újság Sulamith címen és a zsidó népesség részaránya érezhetően növekedett. Felvilágosult kortársai mintaszerű uralkodónak tartották III. Lipótot.
Dessauban több intézményt alapítottak, amelyek szintén a felvilágosodás szellemét szolgálták. 1774-ben Johann Bernhard Basedow kezdeményezésére jött létre egy reformpedagógiai szemléletű iskola Filantropinum néven, amelynek vezetője később Joachim Heinrich Campe lett. A felvilágosodás szellemében Carl Gottfried Neuendorf 1785-ben országos iskolareformot hajtott végre. 1781-ben jött létre az Allgemeine Buchhandlung der Gelehrten (Tanultak Általános Könyvkereskedése) abból a célból, hogy a tudományos szerzőket függetlenítse a kiadóktól. Az 1796-ban alakult Dessauer Chalkographische Gesellschaft (Dessaui Kőnyomó Társaság) festményekről készített jó minőségű reprodukciókat, hogy a széles közönség részére hozzáférhetővé tegye. Ezeket az intézkedéseket nem csak az ország adóiból finanszírozták, hanem azoknak a brandenburgi és kelet-poroszországi birtokoknak a jövedelméből, amelyeket az anhalt–dessaui hercegek porosz szolgálataik fejében kaptak.

## Gyermekei
- Házasság előtti kapcsolatából Johanna Eleonore Hoffmeierrel (1746–1816):
  - Wilhelmine Eleonore Friederike (1762. június 14. – szeptember 23.)
  - Franz Johann Georg von Waldersee gróf (1763. május 5. – 1823. május 30.)
  - Louise Leonore Friederike (1765. augusztus 30. – 1804)

- Luise von Brandenburg–Schwedt hercegnővel kötött házasságából:
  - Leánygyermek (*/† 1768. február 11.)
  - Frigyes anhalt–dessaui herceg (1769. december 27. – 1814. május 27.)

- Házasság melletti kapcsolatból (Luise Schochtól, a kertépítő mester lányától, aki utóbb von Beringer néven nemességet kapott):
  - Wilhemine Sidonie (* 1789)
  - Adelheid (1790–1850)
  - Franz Adolf (1792–1866)

- Házasságon kívüli kapcsolatból (Johanna Magdalena Luise Jägertől (*1763)):
  - Franziska (*1789)
  - Leopoldine (1791–1847)
  - Amalie (1793–1841)

- Házasságon kívüli kapcsolatból (Friederike Wilhelmine Schulztól (1772–1843)):
  - Ludwig Ferdinand Schulz (1800–1893)

## Fordítás
- Ez a szócikk részben vagy egészben  a   Leopold III. Friedrich Franz (Anhalt-Dessau) című német Wikipédia-szócikk ezen változatának fordításán alapul.  Az eredeti cikk szerkesztőit annak laptörténete sorolja fel. Ez a jelzés csupán a megfogalmazás eredetét és a szerzői jogokat jelzi, nem szolgál a cikkben szereplő információk forrásmegjelöléseként.